# Enrique Álvarez Conde
Enrique Álvarez Conde (Matilla de Arzón, 1952-Madrid, 1 de abril de 2019) fue un catedrático de derecho constitucional español.

## Biografía
Nació en la localidad de Matilla de Arzón, ubicada en la provincia de Zamora, en 1952. Se licenció en derecho en la Universidad de Valladolid (UVA). Trabajó como profesor ayudante de derecho político en dicho centro entre 1974 y 1976. Ese año se doctoró en derecho en la UVA.
Profesor también en la Universidad de Alicante, en la Universidad Autónoma de Madrid y en la Universidad de Alcalá de Henares, en 1987 consiguió la cátedra en la Universidad de Valencia. En 1992 se publicó la primera edición de su manual de Derecho Constitucional, que con más de 15 ediciones, se convirtió en uno de los libros con mayor circulación en las facultades de derecho españolas.
En 1996, después de la llegada del Partido Popular (PP) a la presidencia del Gobierno, fue nombrado director general del Instituto Nacional de Administración Pública (INAP), cargo que desempeñó hasta 1999. Ese mismo año se convirtió en catedrático de la Universidad Rey Juan Carlos (URJC). En 2001 fue puesto al frente del nuevo Instituto de Derecho Público (IDP), un organismo satélite de la URJC, con gran autonomía.
Implicado en el llamado Caso Cifuentes, afirmó en abril de 2018 haber ordenado —a requerimiento, según Álvarez Conde, del rector Javier Ramos— la reconstrucción [sic] el 21 de abril de 2018 de un acta de la defensa del Trabajo de Fin de Máster que pretendidamente Cristina Cifuentes habría efectuado el 2 de julio de 2012 en el campus de Vicálvaro de la URJC. Unos días más tarde la URJC anunció la suspensión en funciones de Álvarez Conde como director del IDP.
Poco después, fue citado por el juzgado de instrucción número 51 de Madrid para declarar como imputado por un presunto delito de falsedad documental. Fue procesado como presunto cerebro de la trama en noviembre de 2018.